# St. Barbara (Stennweiler)

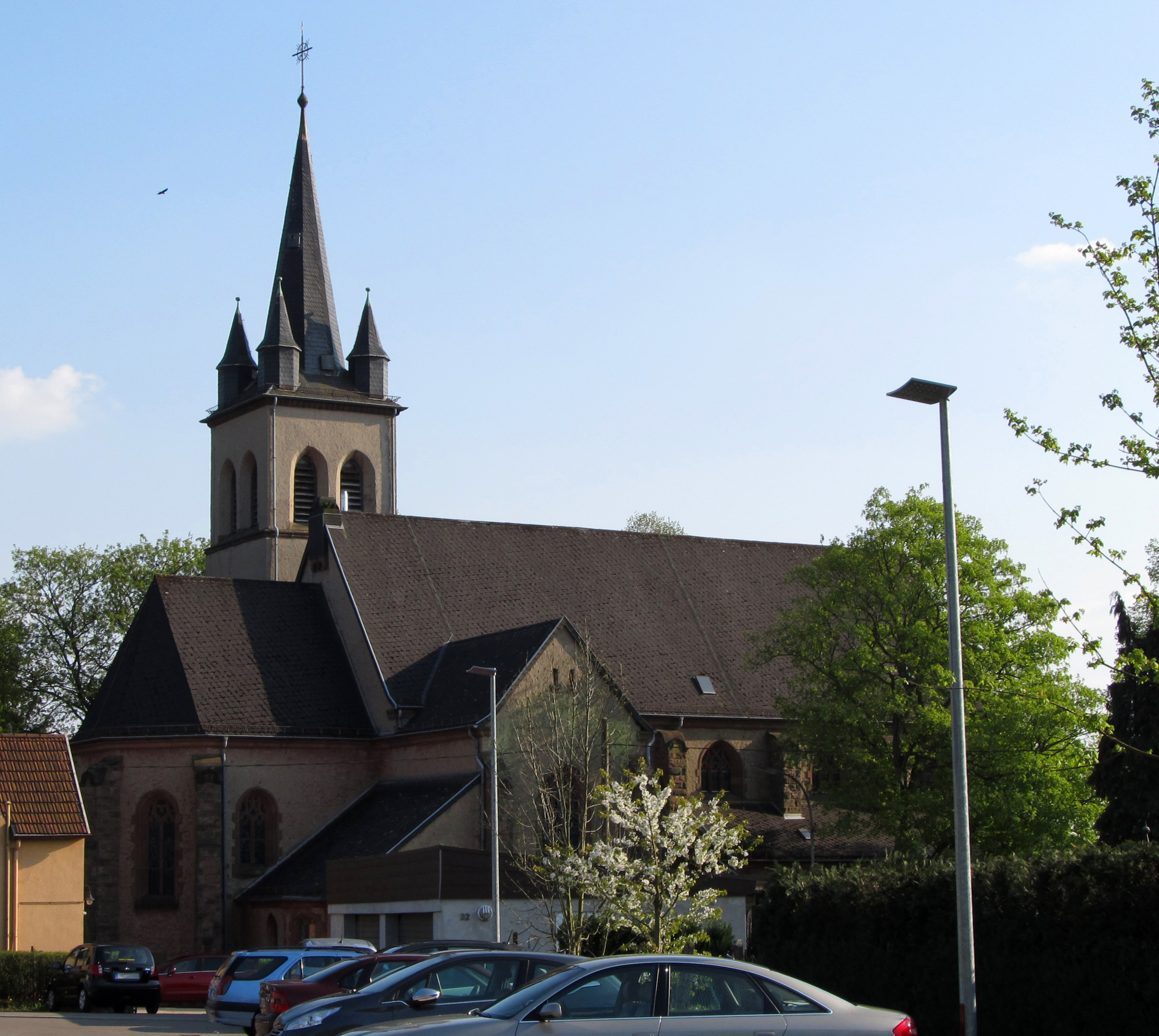
Pfarrkirche St. Barbara in Stennweiler

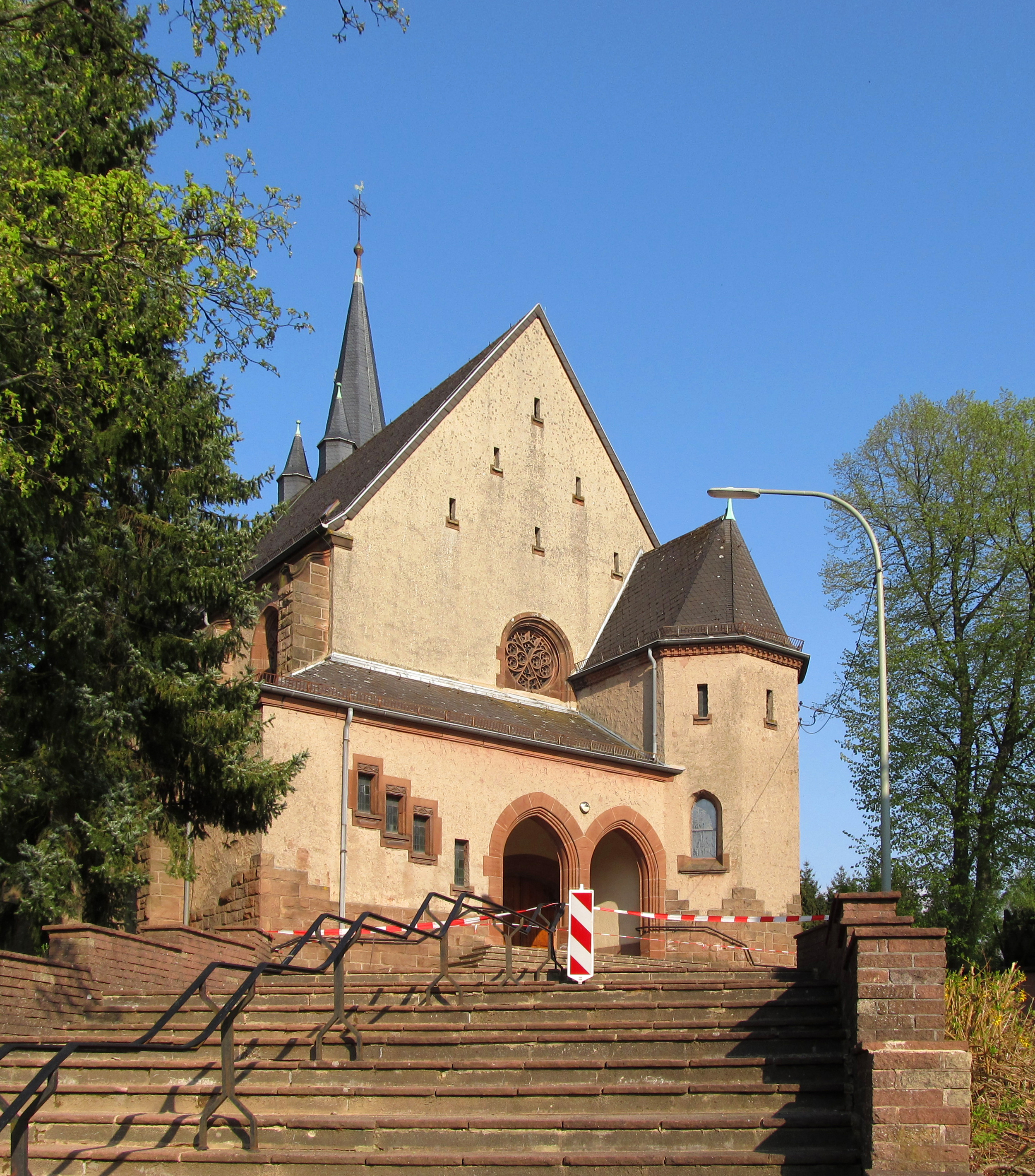
Westfassade

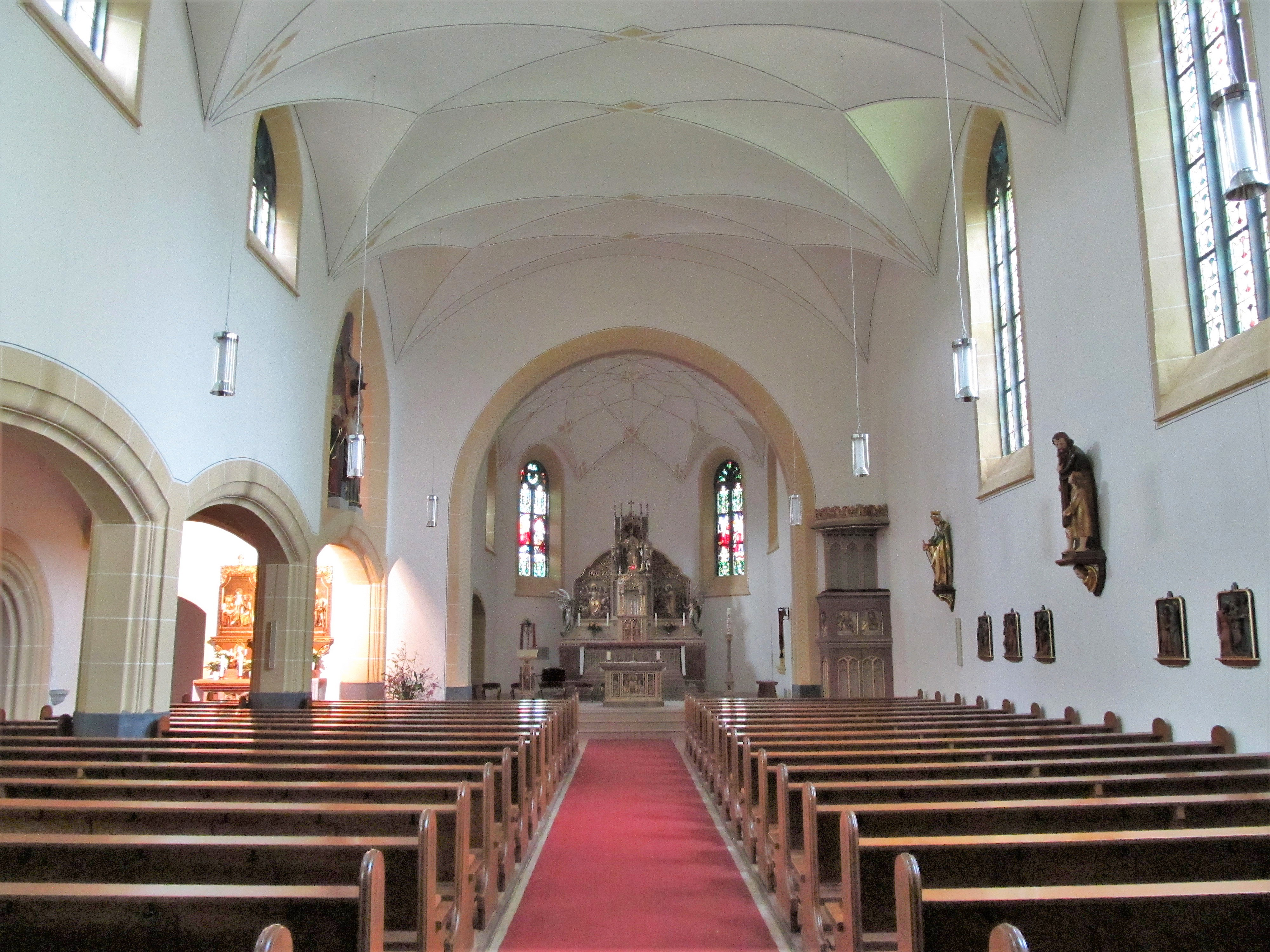
Blick ins Innere der Kirche

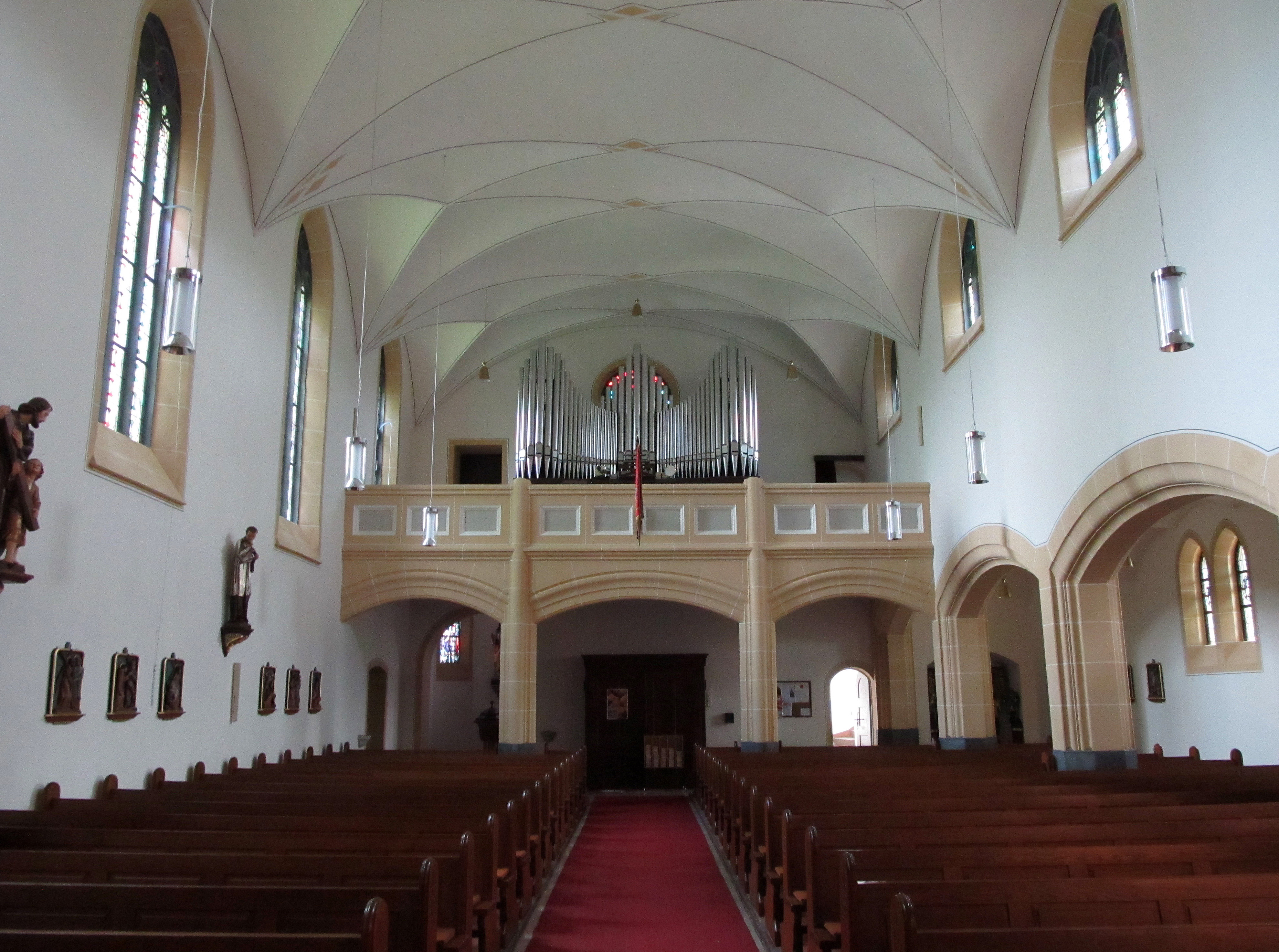
Blick zur Empore mit Orgelprospekt

Die Kirche St. Barbara und St. Isidor ist eine katholische Pfarrkirche im saarländischen Stennweiler, einem Ortsteil der Gemeinde Schiffweiler, Landkreis Neunkirchen. Kirchenpatrone sind die heilige Barbara und der heilige Isidor. In der Denkmalliste des Saarlandes ist das Kirchengebäude als Einzeldenkmal aufgeführt.

## Geschichte
Nach einem starken Bevölkerungsanstieg im späten 19. Jahrhundert, in dessen Folge die Einwohnerzahl Stennweilers sich von 445 auf fast 800 verdoppelt hatte, war in den 1890er Jahren bei den Stennweiler Katholiken, der Wunsch nach einem eigenen Gotteshaus laut geworden. Zur Realisierung dieses Wunsches wurde 1901 ein Kirchenbauverein gegründet. Zunächst war geplant mit den Katholiken des Nachbarortes Welschbach (seit 1974 Ortsteil von Illingen) eine gemeinsame Kirche zu bauen, doch Gespräche darüber scheiterten später, und so wurde in Stennweiler ein eigenes Kirchengebäude errichtet.
Bevor die heutige Kirche errichtet wurde, diente ab 1905 ein angemieteter Gasthaussaal für die Sonntagsgottesdienste.
Die Baukosten sollten ursprünglich 78 000 Mark betragen, stiegen dann aber im Laufe der Bauarbeiten auf 83 000 Mark, von denen die Stennweiler Katholiken 70 000 Mark aufbrachten. Nach der Vergabe der Bauarbeiten im Winter 1911/1912, erfolgte am 19. Mai 1912 die Grundsteinlegung für die Kirche, die nach Plänen des Architekten Moritz Gombert (Saarbrücken) im neugotischen Stil errichtet wurde. Bereits am 17. November 1912 konnte das fertiggestellte Gotteshaus eingeweiht werden.
Stennweiler erhielt 1921 den Status einer Vikarie und 1922 den einer Kapellengemeinde. 1926 wurde der Ort schließlich zur eigenständigen Pfarrei erhoben.
In den Jahren 1977 bis 1989 wurde die Kirche mehrfach Renovierungs- und Restaurierungsmaßnahmen unterzogen. 1989 erfolgte eine Innenrestaurierung, bei der die Firma Philipps (Bernkastel-Kues) den Innenanstrich ausführte und der Kirchenmaler Günter Daniel (Geisenheim) die künstlerische Gestaltung der Ausmalung übernahm.

## Ausstattung
Im Chor der Kirche befindet sich der in den 1920er Jahren entstandene Hochaltar. Er ist rechts und links mit den beiden Schutzpatronen geschmückt. Der Zelebrationsaltar davor, entstand aus Teilen der früheren Kommunionbank. Rechts neben dem Chor, in der Ecke der Epistelseite, befindet sich die restaurierte Kanzel.
Auf der rechten Seite vor dem Mittelschiff befindet sich ein Wandgemälde mit dem Titel „St. Barbara als Beschützerin der Bergleute und ihrer Familien vor den Schiffweiler Schächten“, das freigelegt, dokumentiert und konserviert wurde.
Des Weiteren ist die Kirche im Inneren mit einer Taufkapelle, einer Kriegergedächtnisstätte, einer der Hl. Familie gewidmeten Kapelle, seitlich vom Chor, und einem Seitenaltar auf der Evangelienseite ausgestattet.
Am Hauptportal außen befindet sich ein Mosaik mit einem Marienbildnis und ein Mauerstein, der auf den Erbauer, den Architekten Gombert, hinweist.

## Orgel
Die Orgel der Kirche wurde 1953 von der französischen Orgelbaufirma Haerpfer & Erman (Boulay) erbaut. Das Kegelladen-Instrument ist auf einer Empore aufgestellt und verfügt über 18 Register, verteilt auf 2 Manuale und Pedal. Die Spiel- und Registertraktur ist elektropneumatisch. Die Disposition lautet wie folgt:
| I Hauptwerk C–g3 |            |    |
| 1.               | Principal  | 8′ |
| 2.               | Holzflöte  | 8′ |
| 3.               | Salicional | 8′ |
| 4.               | Prestant   | 4′ |
| 5.               | Rohrflöte  | 4′ |
| 6.               | Mixtur 4f  |    |

| II Schwellwerk C–g3 |                       |       |
| 7.                  | Geigendprincipal      | 8′    |
| 8.                  | Lieblich Gedeckt      | 8′    |
| 9.                  | Italienisch Principal | 4′    |
| 10.                 | Quinte                | 2 ⁄3′ |
| 11.                 | Oktave                | 2′    |
| 12.                 | Zimbel 3f             |       |
| 13.                 | Trompete              | 8′    |
|                     | Tremolo               |       |

| Pedal C–f1 |               |     |
| 14.        | Subbass       | 16′ |
| 15.        | Principalbass | 8′  |
| 16.        | Gedecktbass   | 8′  |
| 17.        | Choralbass    | 4′  |
| 18.        | Bauernflöte   | 2′  |

- Koppeln:
  - Normalkoppeln: II/I, I/P, II/P
  - Superoktavkoppeln: I/I
- Spielhilfen: 1 freie Kombination, Tutti, Zungen Ab, Registercrescendotritt